# ويليام جيمس ويستوود
ويليام جيمس ويستوود هو سياسي كندي، ولد في 19 أغسطس 1887، وتوفي في 7 مارس 1962.